# Mekanisk regnemaskine
Gennem tiderne har man brugt flere typer af mekaniske regnemaskiner, hvoraf den første er kuglerammen. Indtil først i 1960'erne havde man klaret regnearbejdet på kontorer og andre steder ved hjælp af dels manuel udregning "med papir og blyant", med brug af forskellige former for regnestokke samt med mekaniske regnemaskiner som dem, der er nævnt nedenfor. De mekaniske regnemaskiner var indrettet til at stå på et (solidt) skrivebord, og de blev drevet enten af et håndsving eller af en indbygget elektromotor.

## Mekaniske regnemaskiner
I 1894 kunne en regnemaskine koste 190 kroner.
- Facit NTK (1954)
- Triumphator CRN1 (1958)
- Walther WSR160 (1960)
- Olivetti Divisumma 24 (1964)

## Elektroniske regnemaskiner
I starten af 1960'erne kom de rent elektroniske regnemaskiner på markedet (IBM demonstrerede en prototype i 1954): De var bygget op af utallige forskellige elektroniske komponenter og krævede strøm fra en stikkontakt, så de var stadigvæk lavet til at stå på et bord, og bestemt ikke "lomme-egnede".

### Integrerede kredsløb
Da teknikken bag det integrerede kredsløb var udviklet midt i 1960'erne, blev det muligt at samle store dele af kredsløbet til en regnemaskine i enkelte komponenter: I stedet for at skulle sammenføje tusinder af forskellige komponenter kunne man nu lave en regnemaskine ud fra f.eks. henved 20 integrerede kredsløb ("chips" i daglig tale).

### Lommeregnere
Derefter gik udviklingen i retning af den måde, man laver lommeregnere i dag: I 1969 kom den første regnemaskine (stadigvæk en "bord-regner"), hvor så godt som al elektronikken var samlet i ét integreret kredsløb. HP 9100A. TI SR-50 og TI SR-51 samt HP-35 (omvendt polsk) var de første matematiske Lommeregnere.

## PC'er som regnemaskiner
IBM PCén tog senere over ved større beregninger.